# Nuoto ai campionati europei di nuoto 2020 - 400 metri misti maschili
La gara dei 400 metri misti maschili dei campionati europei di nuoto 2020 si è svolta il 23 maggio 2021 presso la Duna Aréna di Budapest, in Ungheria.

## Podio
| Pos.    | Atleta           | Nazione       |
| ------- | ---------------- | ------------- |
| Oro     | Ilya Borodin     | Russia        |
| Argento | Alberto Razzetti | Italia        |
| Bronzo  | Max Litchfield   | Gran Bretagna |

## Record
Prima della manifestazione il record del mondo (RM), il record europeo (EU) e il record dei campionati (RC) erano i seguenti.
|  | 4'03"84 | Michael Phelps | 10 agosto 2008 Pechino  |
|  | 4'06"16 | László Cseh    | 10 agosto 2008 Pechino  |
|  | 4'09"59 | László Cseh    | 24 marzo 2008 Eindhoven |

Durante la competizione non sono stati migliorati record.

## Risultati

### Batterie
Le batterie si sono svolte il 23 maggio 2021, alle ore 10:00 (UTC+1).
| Pos. | Batteria | Corsia              | Atleta                 | Nazionalità   | Tempo   | Note |
| ---- | -------- | ------------------- | ---------------------- | ------------- | ------- | ---- |
| 1    | 4        | 5                   | Dávid Verrasztó        | Ungheria      | 4'13"39 | Q    |
| 2    | 4        | 3                   | Péter Bernek           | Ungheria      | 4'13"83 | Q    |
| 3    | 4        | 4                   | Max Litchfield         | Gran Bretagna | 4'13"87 | Q    |
| 4    | 4        | 6                   | Joan Lluis Pons        | Spagna        | 4'14"16 | Q    |
| 5    | 1        | 3                   | Alberto Razzetti       | Italia        | 4'14"57 | Q    |
| 6    | 3        | 4                   | Ilya Borodin           | Russia        | 4'14"64 | Q    |
| 7    | 3        | 7                   | Pier Andrea Matteazzi  | Italia        | 4'14"70 | Q    |
| 8    | 3        | 2                   | Maxim Stupin           | Russia        | 4'15"58 | Q    |
| 9    | 4        | 9                   | José Paulo Lopes       | Portogallo    | 4'17"22 |      |
| 10   | 3        | 6                   | Arjan Knipping         | Paesi Bassi   | 4'17"47 |      |
| 11   | 4        | 2                   | Maksym Shemberev       | Azerbaigian   | 4'18"18 |      |
| 12   | 2        | 4                   | Dominik Márk Török     | Ungheria      | 4'19"67 |      |
| 13   | 3        | 1                   | Dawid Szwedzki         | Polonia       | 4'19"70 |      |
| 14   | 3        | 0                   | Adam Paulsson          | Svezia        | 4'20"22 |      |
| 15   | 4        | 1                   | Richard Nagy           | Slovacchia    | 4'20"87 |      |
| 16   | 3        | 8                   | Émilien Mattenet       | Francia       | 4'22"07 |      |
| 17   | 2        | 5                   | Marius Toscan          | Svizzera      | 4'22"09 |      |
| 18   | 3        | 5                   | Apostolos Papastamos   | Grecia        | 4'23"15 |      |
| 19   | 3        | 3                   | Brodie Williams        | Gran Bretagna | 4'23"81 |      |
| 20   | 4        | 0                   | Dániel Sós             | Ungheria      | 4'24"29 |      |
| 21   | 2        | 6                   | Daniil Giourtzidis     | Grecia        | 4'25"33 |      |
| 22   | 2        | 2                   | Arthur Dalén Ellegaard | Danimarca     | 4'26"25 |      |
| 23   | 2        | 1                   | Maksym Holubnychyi     | Ucraina       | 4'27"51 |      |
| 24   | 2        | 3                   | Christoph Meier        | Liechtenstein | 4'27"54 |      |
| 25   | 3        | 9                   | Danny Schmidt          | Germania      | 4'27"99 |      |
| 26   | 1        | 4                   | Tomáš Ludvík           | Rep. Ceca     | 4'32"14 |      |
| 27   | 1        | 5                   | Thomas Wareing         | Malta         | 4'40"16 |      |
|      | 2        | 8                   | Jan Čejka              | Rep. Ceca     | dns     |      |
| 4    | 8        | Anton Ipsen         | Danimarca              | dns           |         |      |
| 4    | 7        | Léon Marchand       | Francia                | dns           |         |      |
| 2    | 7        | Tomoe Zenimoto Hvas | Norvegia               | dns           |         |      |

### Finale
La finale si è svolta il 23 maggio 2021, alle ore 18:42 (UTC+1).
| Pos.    | Corsia | Atleta                | Nazionalità   | Tempo   | Note                                  |
| ------- | ------ | --------------------- | ------------- | ------- | ------------------------------------- |
| Oro     | 7      | Ilya Borodin          | Russia        | 4'10"02 | Miglior prestazione mondiale under 20 |
| Argento | 2      | Alberto Razzetti      | Italia        | 4'11"17 |                                       |
| Bronzo  | 3      | Max Litchfield        | Gran Bretagna | 4'11"56 |                                       |
| 4       | 4      | Dávid Verrasztó       | Ungheria      | 4'12"15 |                                       |
| 5       | 1      | Pier Andrea Matteazzi | Italia        | 4'12"79 |                                       |
| 6       | 5      | Péter Bernek          | Ungheria      | 4'14"33 |                                       |
| 7       | 6      | Joan Lluis Pons       | Spagna        | 4'16"75 |                                       |
| 8       | 8      | Maxim Stupin          | Russia        | 4'17"06 |                                       |